# Ettore Pais
Ettore Pais (* 27. Juli 1856 in Borgo San Dalmazzo; † 28. März 1939 in Rom) war ein italienischer Althistoriker und Klassischer Archäologe.

## Leben und Karriere
Ettore Pais war Sohn piemonteser Eltern. Sein Vater Michele Pais Leone war Adeliger, seine Mutter hieß Carlotta Tranchero. Zwischen 1874 und 1878 studierte er in Lucca und Florenz, seine wichtigsten Lehrer waren Atto Vannucci und Domenico Comparetti. Von 1880 bis 1884 war er an der Universität Sassari beschäftigt und ordnete das archäologische Museum der Universität. Zudem setzte er zwischen 1881 und 1883 sein Studium bei Theodor Mommsen an der Berliner Universität fort, wobei er sich schwerpunktmäßig der Rechtsgeschichte widmete. Er arbeitete bis 1884 auch am von Mommsen geleiteten Projekt Corpus Inscriptionum Latinarum mit, für das er den fünften Teil mit bearbeitete. 1884 initiierte er die Herausgabe der Zeitschrift Nuovo Bullettino Archeologica Sardo, die einen modernen Zuschnitt erhielt und auch Themen zur mittelalterlichen Archäologie, zur Ethnographie und zur Anthropologie aufnahm. An der Universität Palermo begann Pais 1886 seine akademische Laufbahn, 1888 wurde er ordentlicher Professor für Alte Geschichte an der Universität Pisa. 1899 wechselte er an die Universität Neapel. Zwischen 1901 und 1905 leitete er die Ausgrabungen in Pompeji und war Direktor des Archäologischen Nationalmuseums Neapel. Danach lehrte er an der University of Wisconsin–Madison. Von 1923 bis 1931 lehrte er als Professor für Alte Geschichte an der Universität La Sapienza in Rom. Im Laufe seiner Karriere hielt er auch Lehrveranstaltungen an den Universitäten von Bukarest, Prag, Madrid, Barcelona, Boston, Cambridge, New York, Chicago und an der Sorbonne. Pais betätigte sich auch als Politiker und war von 1922 bis zu seinem Tod Senator. Zunächst vertrat er eine imperiale Politik, die Italien als vorherrschende Macht im Mittelmeerraum sah. Luigi Facta plante nach dem Ersten Weltkrieg mit ihm als Senator, was jedoch aufgrund der Machtübernahme Benito Mussolinis nicht zustande kam. Nach anfänglicher Ablehnung arrangierte sich Pais mit den Faschisten.
Pais war ein streitbarer Wissenschaftler, der nicht selten aneckte. So bestritt er trotz seiner Hochachtung für Mommsen dessen Ergebnisse bei der Erforschung des Zwölftafelgesetzes, das er für ein jüngeres Konstrukt hielt. Die Universitäten von Oxford, Chicago und Paris verliehen ihm die Ehrendoktorwürde. Für die althistorische Zeitschrift ##Klio## gehörte er zum Herausgeberbeirat. Seine größten wissenschaftlichen Leistungen erreichte Pais bei der Erforschung Sardiniens.
Der Accademia Nazionale dei Lincei gehörte er seit 1898 als korrespondierendes Mitglied an, zum socio nazionale wurde er 1910. Seit 1902 war er korrespondierendes Mitglied der Bayerischen Akademie der Wissenschaften.

## Schriften (Auswahl)
- La Sardegna prima del dominio romano. Studî storici ed archeologici. In: Atti della R. Accademia dei Lincei. Classe di scienze morali, storiche e filologiche. Memorie. Anno 278, Serie 3, Band 7, 1880/1881, S. 259–378.
- Sulla civiltà dei nuraghi e sullo sviluppo sociologico della Sardegna. In: Archivio storico sardo. Band 6, 1910, ISSN 2037-5514, S. 85–192.
- Storia della Sardegna e della Corsica durante il dominio romano. Nardecchia, Rom 1923, (Digitalisat).